# Micrelapidae
Micrelapidae – rodzina węży z nadrodziny Elapoidea w obrębie rzędu łuskonośnych (Squamata).

## Rozmieszczenie geograficzne
Rodzina obejmuje gatunki występujące w Afryce Wschodniej i na Bliskim Wschodzie.

## Systematyka

### Podział systematyczny
Do rodziny należą następujące rodzaje: 
- Brachyophis Mocquard, 1888
- Micrelaps Boettger, 1880